# 헥사밀리온 방벽
헥사밀리온 방벽(그리스어: Εξαμίλιον τείχος, "6마일의 성벽")은 그리스 본토에서 펠로폰네소스 반도로 향하는 유일한 육로를 보호하면서 코린토스 지협을 가로지르는 구조의 방벽이었다.

## 역사

### 초기 요새
헥사밀리온은 지협을 강화하기 위한 일련의 시도와도 이어져 있으며, 그 기원은 미케네 문명 시절로 거슬러 올라간다. 많은 펠로폰네소스 동맹 도시들이 페르시아 제국의 황제(샤힌샤) 크세르크세스가 480년에 침공했을 때 테르모필레를 사수하는 대신 거듭 물러나 이곳의 지협을 강화하기를 원했다.(헤로도토스의 역사 7.206). 이 문제가 다시 불거져 나온 것은 살라미스 해전 직전의 일이었다(헤로도토스 8.40, 49, 56). 이른바 '펠로폰네소스 요새화'(Fortress Peloponnese)의 개념이 거듭 제안 되었지만, 헤로도토스의 지적대로(7.138) 지협을 요새화 한다는 것은 인근 바다에 대한 통제 없이는 유용하지 않았다.

### 헥사밀리온과 그 역사
헥사밀리온 방벽은 로마 제국에 대한 야만인의 대규모 침략시기 동안 동로마 황제 테오도시우스 2세의 치세인 408년에서 450년 사이 시기에 건설되었다. 396년 알라리크의 그리스 공격이나 410년 서고트인들의 로마 약탈이 망루, 바다 요새 및 최소 하나의 요새를 포함한 축성 사업에 동기를 부여했을 수 있다.
헥사밀리온은 그리스에서 가장 큰 고고학적 구조물이며 구조는 다음과 같다. 알려진 대로라면 두 개의 문(북쪽과 남쪽)이 있었는데, 북문은 펠로폰네소스의 공식적인 관문 역할을 했다. 방벽은 돌 무더기와 몰타르로 채운 벽돌로 축조 되었다.
완공되는데 얼마나 걸렸는지는 확실하지 않으나 그 작업이 당시 어느 정도로 중요한 것이였는지는 그 규모를 통해 분명히 알 수 있다. 이 지역의 모든 건축물들이 헥사밀리온 방벽 축조에 징발 되었는데, 이스트미아에 있었던 옛 포세이돈 신전처럼 방벽의 페르초라의 헤라 성소나 코린토스의 고대 조각상처럼 철거되기도 했다. 유스티니아누스 대제 치세에 성벽은 총 153개에 달하는 망루로 보강되었다. 하지만 군사적 사용은 7세기 이후에는 감소한 것으로 보이며 11세기 경에는 벽에 국내 건축물이 건설되었다.
1415년에 동로마 황제 마누엘 2세는 개인적으로 40일 동안 수리를 감독했다. 이러한 노력은 지역의 권세가들 사이에 불안을 야기했다. 방벽은 1423년과 1431년에 투라한 베이(Turahan Bey)의 지휘 아래 오스만 제국 군대에 의해 다시 뚫렸다. 비잔티움 제국의 왕위에 오르기 전에 모레아의 데스포티스였던 콘스탄티노스 팔라이올로고스는 1444년에 다시 성벽을 복원했지만 오스만 제국은 1446년과 1452년 10월에 다시 방벽을 뚫었다. 1453년 콘스탄티노폴리스가 함락되고 1460년 오스만 제국이 펠로폰네소스 반도마저 정복한 뒤, 방벽은 버려졌다. 그 기간 동안에 방벽은 처음 그것이 건설될 때에 부여되었던 기능을 제대로 수행하지 못했다. 성벽의 요소들은 코린토스 운하의 남쪽과 이스미아 포세이돈 성소에 보존되어 있다.

## 이미지

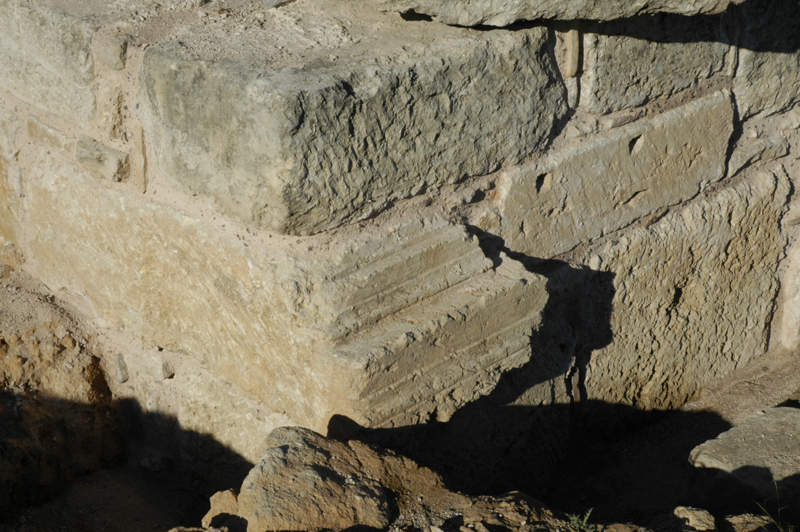
주형 조각으로 장식된 건축 부재를 보여주는 탑 기단부의 세부.
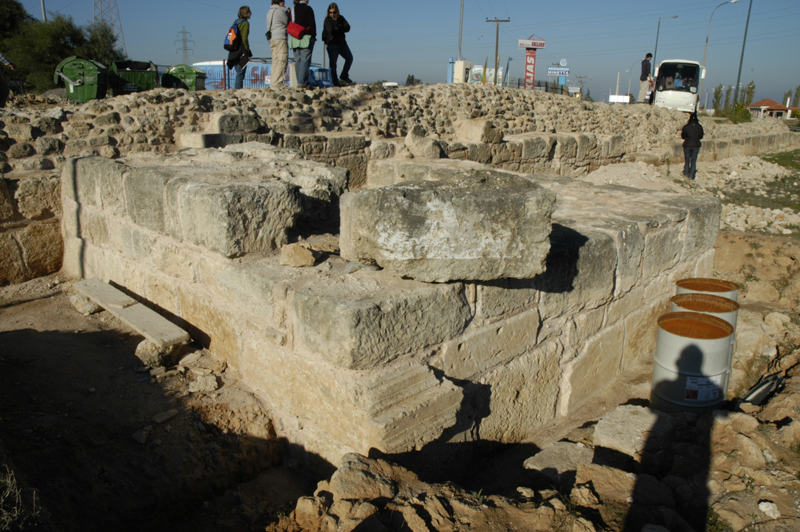
북서쪽 방향의 벽 단면.
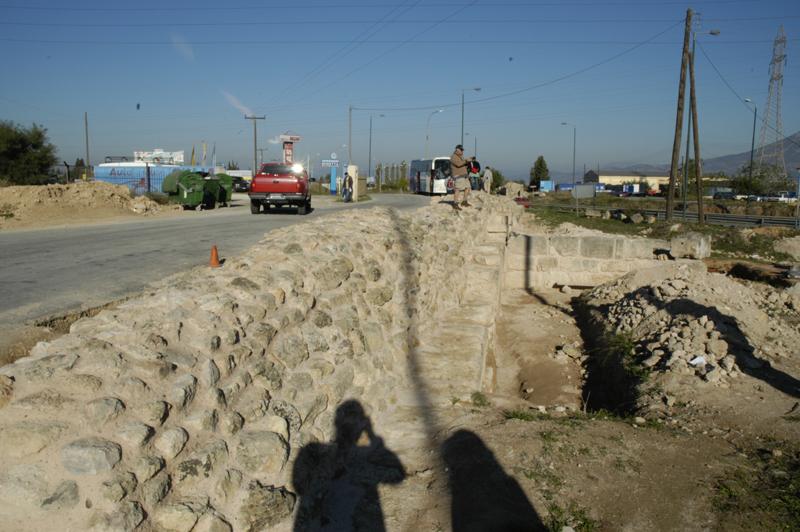
방벽 선의 형태와 방향을 표시한 돌 무더기.
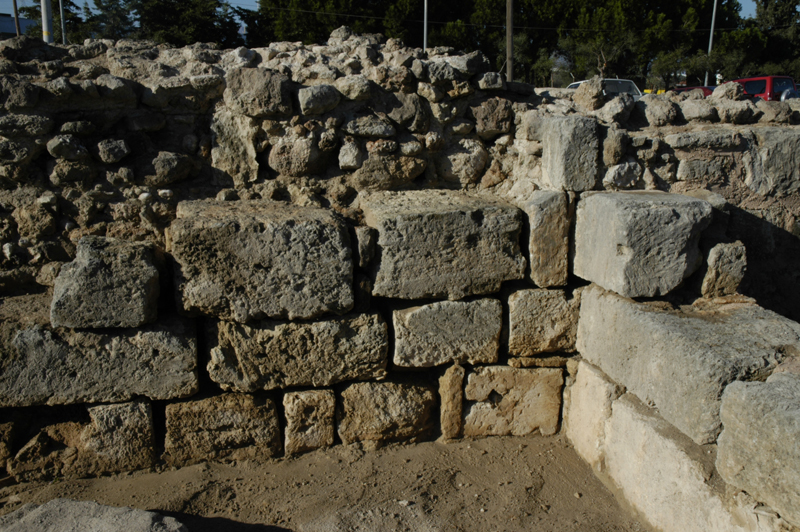
가공된 벽돌로 쌓은 흔적.
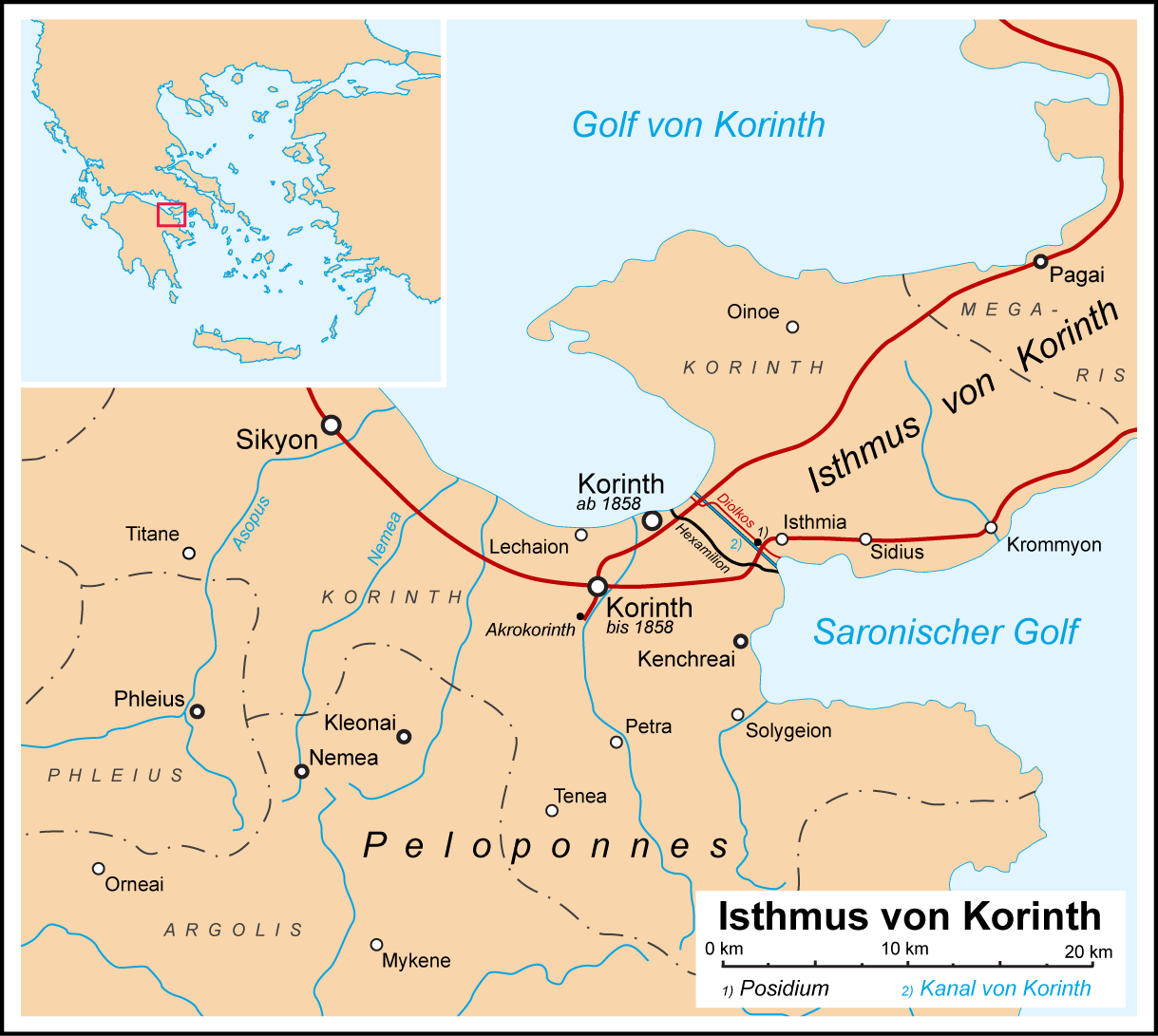
Hexamilion 헥사밀리온 방벽의 위치

## 메모
1. ↑  See Broneer and Wiseman for arguments for pre-Roman fortification walls across the isthmus.
2. ↑  Gregory uses numismatic evidence to date the construction to 400 to 420 AD.
3. ↑  Gregory describes the development of this northern gateway from its origin as a 1st-century CE Roman arch.

## 참고 문헌

### 헥사밀리온관련 2차 사료
- Barker, J. W. (New Brunswick, NJ 1969). Manuel II Paleologus (1391–1425):  A Study in Late Byzantine Statesmanship.
- Clement, P. A. (Thessaloniki 1977)  “The Date of the Hexamilion” in Essays in Memory of Basil Laourdas.
- Fowden, G. (JRA 8 (1995), p. 549-567). “Late Roman Achaea:  Identity and Defense.”
- Gregory, T. E. (Princeton, NJ 1993). The Hexamilion and the Fortress. (Isthmia vol. 5).
- Hohlfelder, R. (GRBS 18 (1977), p. 173-179). "Trans-Isthmian Walls in the Age of Justinian."
- Jenkins, R. J. H. and H. Megaw. (BSA 32 (1931/1932) p. 68-89). “Researches at Isthmia.”
- Johnson, S. (London 1983). Late Roman Fortifications.
- Lawrence, A. W. (BSA 78 (1983), p. 171-233). “A Skeletal History of Byzantine Fortification.”
- Leake, W. M. (London 1830). Travels in the Morea.
- Monceaux, P. (Gazette archéologique (1884), p. 273-285, 354-363). “Fouilles et recherches archéologiques au sanctuaire des Jeux Isthmiques.”
- Monceaux, P. (Gazette archéologique (1885), p. 205-214). “Fouilles et recherches archéologiques au sanctuaire des Jeux Isthmiques.”
- Pringle, D. (Oxford 1981). The Defense of Byzantine Africa from Justinian to the Arab Conquest. (British Archaeological Reports, International Series 99).
- Stroud, R. (Hesperia 40 (1971), p. 127-145). “An Ancient Fort on Mount Oneion.”
- Winter, F. E. (London 1971). Greek Fortifications.
- Wiseman, J. R. (Hesperia 32 (1963), p. 248-275). “A Trans-Isthmian Fortification Wall.”

### 지협 횡단 요새 관련 2차 사료
- Bodnar, E. W. (AJA 64 (1960), p. 165-172). “The Isthmian Fortifications in Oracular Prophecy.”
- Broneer, O. (Hesperia 35 (1966), p. 346-362). “The Cyclopean Wall on the Isthmus of Corinth and Its Bearing on Late Bronze Age Chronology.”
- Broneer, O. (Hesperia 37 (1968), p. 25-35). “The Cyclopean Wall on the Isthmus of Corinth, Addendum.”
- Caraher, W. R. and T. E. Gregory. (Hesperia 75.3 (2006), p. 327-356). “Fortifications of Mount Oneion, Corinthia.”
- Chrysoula, P. K. (AAA 4 (1971), p. 85-89). “The Isthmian Wall.”
- Dodwell, E. (London 1819). A Classical and Topographical Tour through Greece II
- Fimmen, E. (RE IX (1916), cols. 2256–2265). “Isthmos.”
- Hope-Simpson, R. (London 1965). Gazetteer and Atlas of Mycenaean Sites.
- Jansen, A. g. (Lewiston, NY 2002). A Study of the Remains of Mycenaean Roads and Stations of Bronze-Age Greece.
- Lawrence, A. W. (Oxford 1979). Greek Aims in Fortification.
- Vermeule, E. T. (Chicago 1972). Greece in the Bronze Age.
- Wheler, G. (London 1682). A Journey into Greece.
- Wiseman, J. R. (Göteborg 1978). The Land of the Ancient Corinthians. (Studies in Mediterranean Archaeology 50).
- Wiseman, J. R. (diss. University of Chicago 1966). Corinthian Trans-Isthmian Walls and the Defense of the Peloponnesos.

### 1차 사료
- Zosimus, Historia nova 1.29 (253-260 CE), 5.6 (396 CE).
- Procopius, De aedificiis 4.2.27-28 (548-560 CE).
- IG IV.204 (548-560 BCE).
- G. Sphrantzes, Chronicon minus (p. 4, Grecu) (1415 CE), (p. 16, Grecu) (1423 CE), (p. 50, Grecu) (1431 CE), (p. 52, Grecu) (1435 CE), (p. 66, Grecu) (1444 CE), (p. 128, ed. Grecu) (1462).
- Laonikos Chalkokondyles (p. 183-184, ed. Bonn) (1415 CE), (p. 319-320, ed. Bonn) (1443 CE), (p. 70, Grecu) (1446), (p. 345-346, ed. Bonn) (1446 CE), (p. 443, ed. Bonn) (1458).
- Short Chronicle 35 (p. 286, Schreiner, I) (1415 CE), 33 (p. 252, Schreiner, I) (1446 CE).
- Manuel II, The Letters of Manuel Palaeologus (p. 68, Dennis) (1415–1416 CE).
- Mazaris, Descent into Hades (p. 80-82, Buffalo (1415 CE).
- Cyriacus of Ancona, Cyriacus of Ancona and Athens (p. 168, Bodnar) (1436 CE).
- Pythian Oracle (p. 166-167, Bodnar) (1431–1446 CE).
- Pseudo-Phrantzes, Chronicum maius (p. 235, ed. Bonn) (1452 CE).
- Plutarch, Lives Agis and Cleomenes 20.1-21.4 (223 BCE), Aratus 43.1-44.4 (223 BCE).
- Polybius 2.52.1-53.6 (223 BCE).
- Diodorus Siculus 15.68.1-5 (369/368 BCE), 19.53.1-53.4 (316 BCE), 19.63.1-64.4 (315 BCE).
- Xenophon, Hellenica 6.5.49-52 (370 BCE), 7.1.15-22 (369 BCE).
- Herodotus 7.138-139 (480 BCE), 8.71-72 (480 BCE), 9.7-8 (480 BCE).

## 같이 보기
- 디올코스